# Kościół św. Pawła Apostoła w Drawsku Pomorskim
Kościół pw. Świętego Pawła Apostoła w Drawsku Pomorskim – jeden z dwóch rzymskokatolickich kościołów parafialnych w Drawsku Pomorskim, należący do parafii pw. św. Pawła Apostoła w Drawsku Pomorskim, dekanatu Drawsko Pomorskie, diecezji koszalińsko-kołobrzeska, metropolii szczecińsko-kamieńskiej, w powiecie drawskim, w województwie zachodniopomorskim. Mieści się przy ulicy Dworcowej.

## Historia
Świątynia została wybudowana w latach 1928–1929 jako pierwsza świątynia katolicka po reformacji w ówczesnym Dramburgu. Budowla reprezentuje styl neoromański. Przebudowana została z dawnej stajni. Budowniczym kościoła był ksiądz Gerhard Kunze z Berlina. Poświęcona w dniu 30 czerwca 1929 roku. Podczas II wojny światowej kościół szczęśliwie ocalał.

### Po II wojnie światowej
Po 1945 roku był to kościół pomocniczy parafii Zmartwychwstania Pańskiego. Od 1980 samodzielny kościół parafialny. W 1989 budowla została rozbudowana o nowe skrzydło, dobudowane do południowej fasady. We wrześniu 2002 roku kościół otrzymał nowy wystrój wewnętrzny, zamontowano nowy ołtarz i ambonkę, została położona nowa posadzka, tabernakulum i krzyż otrzymały nowe otoczenie, zostały zamontowane nowe sedilia oraz została urządzona nowa kaplica Miłosierdzia Bożego z ornamentyką ścienną i wizerunkiem Chrystusa Miłosiernego.

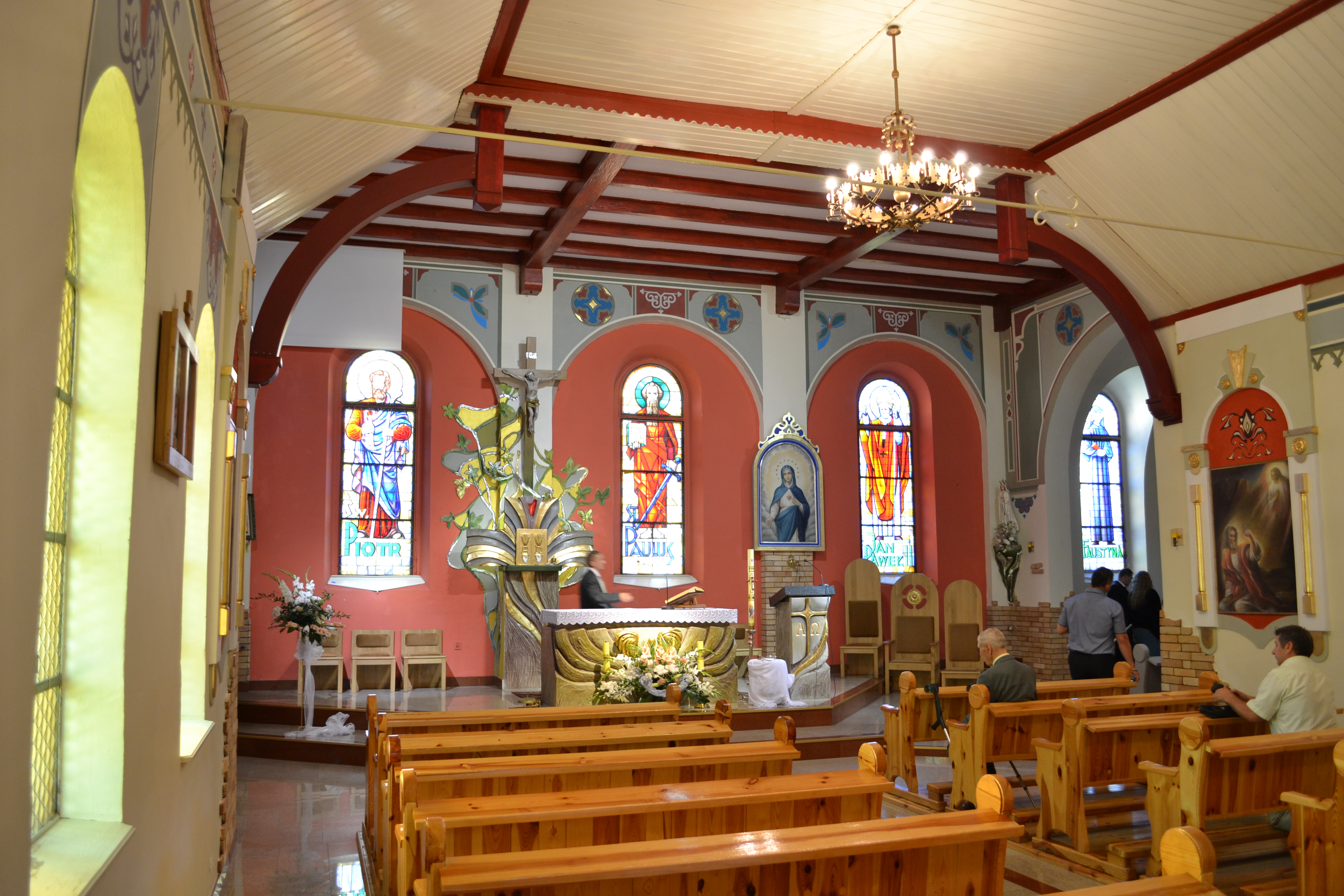
Prezbiterium kościoła